# 육군사령부 (독일)
육군사령부(陸軍司令部, 독일어: Kommando Heer; Kdo H)는 독일 연방방위군 육군의 최고사령부이다. 사령부의 장은 육군 최선임 장교인 육군총감이다. 2012년 육군청, 육군지도사령부, 육군지도참모부가 합병되어 출범하였다. 브란덴부르크주 슈트라우스베르크에 본부가 소재한다.

## 같이 보기
- 독일 연방방위군 육군의 부대 및 편성 목록